# Notatnik literacki
Notatnik literacki. Szkice, wrażenia teatralne, wspomnienia z lat 1939–1954 – obszerny wybór publicystyki autorstwa Tadeusza Brezy opublikowany w 1956.

## Treść
Wybór został przygotowany przez autora przed jego wyjazdem na placówkę dyplomatyczną do Rzymu. Zawiera artykuły publicystyczne, recenzje, reportaże oraz odpowiedzi na ankiety. Charakteryzuje się dużą rozpiętością tematyczną (aktualności polityczne, zagadnienia literackie, warsztatowe, kwestie ogólne i prywatne). Tworzą one spójną całość powiązaną wewnętrznie. Spoiwem jest osobowość pisarza, a dokładnie jego pogląd na kwestie literackie, polityczne i filozoficzne. 
Krytyka dobrze przyjęła publikację, dostrzegając w niej znak znaczących możliwości Brezy w dziedzinie prozy krytycznej. Notatnik był artystyczną zapowiedzią Spiżowej bramy.